# Conny Plank
Konrad „Conny“ Plank (* 3. Mai 1940 in Hütschenhausen; † 5. Dezember 1987 in Köln) war ein deutscher Musikproduzent und Toningenieur.

## Leben und Wirken
Conny Plank begann als Starkstrom-Ingenieur und wollte dann in das Computerfach überwechseln, doch begann er Anfang 1964 als Sendertechniker bei der Europawelle Saar, wo er im Dezember 1966 ausschied. Seiner Meinung nach würde dort Kreativität verhindert. Er wechselte als freier Mitarbeiter zum Rhenus-Tonstudio, das seit 1964 in einer ausgedienten Raffinerie in Köln-Godorf von Karl-Heinz Münchow betrieben wurde. Hier arbeitete er als Praktikant von Electrola-Musikregisseur Wolfgang Hirschmann, der ihn 1969 u. a. als Toningenieur-Assistenten bei den Konzerten von Marlene Dietrich einsetzte und ihm die Chance gab, bei einer Duke-Ellington-Session am 27. April 1970 als verantwortlicher Toningenieur zu arbeiten. Im Rhenus-Studio stand er dem WDR als Auftraggeber gegenüber für Karlheinz Stockhausen (Kurzwellen Record 2 Remake, aufgenommen 8./9. April 1969; ohne Plank) und Mauricio Kagel (Der Schall, aufgenommen am 5./6. November 1969, ohne Plank; Acustica, aufgenommen zwischen dem 18. Januar und 31. Januar 1971, ohne Plank) vor, die hier in Auftragsproduktion aufnahmen.
Seine freiberufliche Tätigkeit ermöglichte ihm auch die Arbeit für andere Tonstudios. Während seiner Zeit in der Wohngemeinschaft der Hamburger Villa Kunterbunt (hier lebte er zeitweise mit Udo Lindenberg und Otto Waalkes) gründete er den Kraut Musikverlag und machte insbesondere Bekanntschaft mit den Hamburger Star Studios und den Dumont Time Windrose Studios, die er für Musikproduktionen nutzen sollte.
Weiter gründete er mit Wilken F. Müller, Gründer der Villa Kunterbunt, später auch als Willem bekannt, das kurzlebige Label aamok, welches von 1972 bis 1974 verschiedene Promotion-Platten, teilweise in Zusammenarbeit mit Intercord herstellte. 1973 wurde die experimentelle Single Deutsches Weihnachts-Potpourri / Silence in the Night bei Linda veröffentlicht.

Scorpions – Lonesome Crow (LP)

Als Cluster in den heimischen Rhenus-Studios ihr Debütalbum Klopfzeichen (21. Dezember 1969) aufnahmen, wirkte Plank als Tonmeister mit; die LP erschien in einer Auflage von lediglich 300 Exemplaren. Die Cluster-LPs Cluster I (Januar 1971) – hier erscheint er als Mitautor, weil seine elektronische Aufnahmeleistung entscheidend für das Duo war –, und Cluster II (Januar 1972) wurden beide von Plank im Star Musik-Studio produziert. Alexander von Schlippenbach ließ seine LP The Living Music am 24. April 1969 bei Rhenus von Plank als Tonmeister einpegeln. Plank hatte es mit einer internationalen siebenköpfigen Free-Jazz-Band zu tun, die an einem Tag genügend Material für 2 LPs zusammenstellen konnte (The Living Music war 1969 ursprünglich unter dem Titel Quasar auf den Markt gekommen). Die Progressive-Formation Ash Ra Tempel nahm ihre erste gleichnamige LP im März 1971 unter Regie von Plank im Hamburger Star Studio auf, im Oktober 1971 produzierte er in denselben Studios das Debüt-Album der Scorpions, das unter dem Titel Lonesome Crow im Februar 1972 erschien. Die Neu!-LP Neu!  wurde im Dezember 1971 von Plank mit aufwändigen Mehrspuraufnahmen und Sound-Innovationen in den Dumont Time Windrose Studios aufgenommen. Im Dezember 1972 produzierte er die Gomorrha-LP I Turned to See Whose Voice it Was. Zwischen dem 28. Februar 1972 und 6. März 1972 entstand die Guru-Guru-LP Känguru im Dumont Time Studio; auf der im Januar 1972 produzierten Os-Mundi-LP 43 Minuten spielte Plank Gitarre. Die Neu! 2-LP wurde im Januar 1973 von Plank im Time Dumont-Studio aufgenommen; hier entstand auch die Kollektiv-LP Kollektiv im März 1973. Am 19./20. Oktober 1974 ließ sich die Jazzrock-Combo Kraan von Plank die Doppel-LP Live aus dem Berliner Quartier Latin mitschneiden.

## Eigenes Tonstudio
Sein eigenes Tonstudio namens Connys Studio errichtete er in Wolperath, einem Ortsteil von Neunkirchen-Seelscheid, etwa 35 km südöstlich von Köln. Die Studios entstanden Anfang 1974 in einem ehemaligen Schweinestall, der zu einem Bauernhof im Fachwerkhausstil gehörte. Plank suchte einen Ort mit entspannter Arbeitsatmosphäre jenseits der Großstadt. Nach eigenem Bekunden sollte eine „angst- und vorbehaltfreie Atmosphäre“ vorhanden sein, um mit unkonventionellen, aber dennoch bodenständigen Mitteln in Ruhe am Klang feilen zu können. Planks Markenzeichen, der moderne Maschinensound, sollte in seinem neuen Studio verstärkt zum Ausdruck kommen. Erste Produktion hier war am 17./18. Mai 1974 das Album Transitory  der Jazzrock-Formation Pork Pie von Jasper van’t Hof (abgemischt am 13./14. Juni 1974). Der sehr selektiv vorgehende Plank hatte kein Interesse an David Bowie und verweigerte ihm deshalb 1974 den Studiozutritt. Das war für die Krautrock-Truppe Kraan kein Hindernis, als sie im Juli 1974 ihre LP Andy Nogger hier produzierte. Im Juni 1974 nahm die Gruppe Floh de Cologne hier ihr Album Mumien - Kantate für Rockband auf. Am 3. Dezember 1974 spielte Arktis für ihr gleichnamiges Album drei Tracks hier ein. Waren die ersten beiden Neu!-Alben noch in den Rhenus- bzw. Windrose Dumont-Studios entstanden, so holte Plank die Krautrocktruppe für ihr Album Neu! ’75 zwischen Dezember 1974 und Januar 1975 in sein eigenes Studio.
Plank hatte der Kraftwerk-Vorgängerband Organisation im Dezember 1969 ihre einzige LP Tone Float produziert, eigentlich als Demoaufnahme für Plattenlabels gedacht. Es war Planks Idee, auf der Coverrückseite einen Verkehrs-Leitkegel abzubilden. Er half der Gruppe, ihre experimentellen Soundcollagen bei der Komposition und Instrumentierung umzusetzen. Bei ihrem Übergang zu Kraftwerk ging der Kontakt zu Plank nicht verloren, wenngleich deren erste LP im Juli/August 1970 in deren eigenem Studio entstand. Aber bereits Kraftwerk 2, zwischen dem 20. September und 1. Oktober 1971 im Star Studio aufgenommen, wurde von Plank überwacht. Das Kraftwerk-Album Autobahn wurde von Plank im November 1974 im Wolperather Studio aufgenommen. Plank erarbeitete hierauf u. a. den Sound der vorbeiziehenden Autos im gleichnamigen Titelsong. Autobahn war die letzte von Plank produzierte Kraftwerk-LP, denn die Hinwendung zur Designer-Band wollte Plank nicht mitvollziehen.
Die Krautrock-Band Bröselmaschine mietete zwischen Februar und Juli 1975 Planks Studio, um ihr Album Peter Bursch und die Bröselmaschine hier einpegeln zu lassen. Im Juli 1975 produzierte Floh de Cologne die LP TILT hier. Die hannoversche Rockgruppe Harlis beauftragte Plank, eine gleichnamige LP zwischen September und Oktober 1975 im neuen Studio zu produzieren. Die Harmonia-LP Deluxe entstand mit mobilem Studio im Juni 1975, abgemischt im Juli 1975 im Plank-Studio und veröffentlicht am 20. August 1975. Plank überwachte danach eine Jazzaufnahme mit dem Globe Unity Orchestra, als Single Bavarian Calypso im April 1975 entstanden. Die Electronic Krautrock-Band La Düsseldorf vertraute die Produktion ihrer gleichnamigen LP zwischen September und Dezember 1975 Planks Künsten an. Im Dorf fand sich dann die Krautrock-Truppe Guru Guru für Aufnahmen zu ihrer LP Tango Fango (Februar 1976) ein, die Grobschnitt-Konzept-LP Rockpommel’s Land (November 1976 bis Februar 1977) wurde ebenfalls von Plank überwacht (Veröffentlichung: Mai 1977). Michael Rother (Ex-Kraftwerk) spielte hier sein Album Flammende Herzen (Juni–September 1976) ein. 1978 nahm Plank die LP Prima Freiheit von Floh de Cologne live beim Jungen Forum der Ruhrfestspiele auf.
Am 22. Februar 1979 (Weiberfastnacht) gab die Zeltinger Band im Kölner Nachtklub „Roxy“ ihren Einstand, der von Plank live mitgeschnitten wurde. Was Plank für die Nachwelt festhielt, ist ruppiger, an New Wave und Punk erinnernder Rock, von einem stets etwas atemlosen Zeltinger in derbem Kölsch vorgetragen und im August 1979 auf der Debüt-LP De Plaat im Roxy & Bunker live erschienen. Zwischen September und Dezember 1980 entstand mit Schleimig die erste Studio-LP der Zeltinger Band. Im August 1980 versammelten sich die Bläck Fööss für die LP D’r Rhing erop – D’r Rhing eraf („Rheinaufwärts – rheinabwärts“), um hierfür 14 Titel aufzunehmen (bekanntester: Indianer kriesche nit), Produzent war jedoch Werner Dies.

Ultravox – Systems of Romance

Waren die bisherigen Auftraggeber überwiegend deutsche Bands, deren musikalische Identität vorwiegend im Krautrock oder Jazzrock lag, so änderte sich das Bild entscheidend, als mit Ultravox im Mai 1978 eine internationale New-Wave- und Synth-Pop-Band die Dienste des abgelegenen Studios in Anspruch nahm. Ihre bisherigen Aufnahmen waren in renommierten Londoner Studios unter Aufsicht von Brian Eno/Steve Lillywhite entstanden. Die dritte Ultravox-LP Systems of Romance wurde von Plank im Mai 1978 überwacht. Auch für die übernächste LP Rage in Eden suchte Ultravox das Dorf bei Köln auf (September 1981), nachdem Plank bereits das Album Vienna koproduziert hatte. DAF nahm hier zwischen Januar 1981 und Dezember 1982 das Album Alles ist gut auf. Plank hatte seine Kontakte genutzt, um der Band mit dem neuen Album einen Plattenvertrag zu verschaffen.
Unter Mitarbeit von Plank produzierte Brian Eno im Juli 1978 das Debütalbum der New-Wave-Truppe Devo Q: Are We Not Men? A: We Are Devo. Eine langjährige Partnerschaft zwischen den ehemaligen Cluster-Musikern Dieter Moebius und Hans-Joachim Roedelius sowie Brian Eno lebte 1984 wieder auf, als die Kompilations-Alben Begegnungen I und II von Plank produziert wurden, der hierauf auch Keyboard und Synthesizer spielt. Die Titel der LPs entstanden zwischen 1976 und 1982, teilweise im Tonstudio von Michael Rother (Ex-Kraftwerk) im Alten Weserhof, Bevern-Forst.
Für die Eurythmics entstanden die Alben In the Garden (Februar bis Juni 1981) und Revenge (Juli 1986). Die Herbert-Grönemeyer-LP Zwo war 1980 im Plank-Studio aufgenommen worden. Gianna Nannini kam hierher, um ihr Album Latin Lover 1982 und später das Album Profumo mit dem Erfolgstitel Bello e impossibile aufzunehmen, Floh de Cologne für Faaterland, Brian Eno für Before and after Science (Dezember 1977) und Music for Airports (März 1978), wo auf zwei Tracks Planks Lebensgefährtin Christa Fast zu hören ist. Die deutsche Post-Punk/No Wave-Band Tank of Danzig nahm ihr Album Not Trendy 1982 hier auf. Die später zur Neuen Deutschen Welle gerechnete Band Ideal produzierte im Februar 1982 ihr Album Der Ernst des Lebens zusammen mit Plank, das über 300.000 Mal verkauft wurde. Hierauf war der erste Single-Hit Eiszeit enthalten.
Killing Joke nahmen 1981/82 ihr drittes Album „Revelations“ in Connys Studio auf.
Heinz-Rudolf Kunze ließ im Oktober 1985 sein Album Dein ist mein ganzes Herz produzieren, das ihm den Durchbruch brachte. Plank hatte mit „seinen Einfällen und seiner Motivationsgabe erheblich zur Atmosphäre des Albums“ beigetragen. Die gleichnamige Single-Auskopplung konnte den ersten Platz der deutschen Airplay-Hitparade erreichen und war die beste Chartnotierung des Studioinhabers.

## Eigene Musik
Neben der Studioarbeit betätigte Plank sich auch gelegentlich selbst als Musiker und nahm im Duo mit Dieter Moebius vier Alben auf, wobei er 1983 bei der Produktion von Ludwig’s Law zum ersten Mal weltweit ein Emulator-Sampling-Keyboard einsetzte. Die LP war Teil einer Serie von vier Alben, auf denen auch Mayo Thompson mitwirkte. Als Musiker, Texter, Komponist und Koproduzent arbeitete Konrad Plank lange mit dem Düsseldorfer Künstler und Musiker Eberhard Kranemann zusammen. Die beiden kannten sich schon aus den Tagen des Rhenus-Tonstudios, wo sie eigene neue Sounds entwickelten. Der Kontakt zu Kraftwerk und Neu! kam durch Kranemann zustande, der in beiden Gruppen als Musiker tätig war. Gemeinsam produzierten sie die LP Fritz Müller Rock, in der sie durch Musik und Text die damalige Praxis der Musikproduktion hinterfragten und durch klischeehafte Übertreibung gängige Musikproduktionen ad absurdum führten. Conny Plank reiste zwischen September und Oktober 1986 im Auftrag des Goethe-Instituts durch alle hispanoamerikanischen Staaten und nahm diese Gelegenheit auf der Bühne als Musiker und „Tonregisseur“ wahr; er spielte einen DX7 und Trompete, bediente ein Mischpult und nutzte eine 8-Spur-Tonbandmaschine mit vorher aufgenommener Hintergrundmusik. Nach Proben in seinem Studio ging er mit der Formation Moebius / Plank / Steffen sowie seinem damaligen Toningenieur Detlef Wiederhöft auf sechswöchige Tour durch Südamerika. Es waren seine einzigen Auftritte als Musiker auf einer Bühne.

## Endphase
Im Oktober 1987 reiste Heiner Pudelko mit seiner ehemaligen Band Interzone und Annette Humpe nach Wolperath zur Aufnahme seines ersten Solo-Albums Mein Schatz. Während der Aufnahmearbeiten verstarb Conny Plank an Krebs.
Planks Lebensgefährtin Christa Fast (* 6. April 1942; † 1. Juni 2006) führte das Studio mit dem gemeinsamen Sohn Stephan weiter. Anfang 2006 musste sie krankheitsbedingt das Studio aufgeben und im Mai 2006 verkaufen. Im Herbst 2008 begannen die Kölner Musikproduzenten Michael und Tim Dierks (dirxmusic, Wermelskirchen) zusammen mit Stephan Plank, das Studio zu renovieren, doch 2009 wurde der gesamte Bauernhof zum Abriss freigegeben.

## Rezeption
Das Krautrock-Trio Bluepoint Underground hat in seiner LP Bluepoint Underground in New York City 1999 mit seiner Komposition Conny Plank an den Pionier des Electronic Sounds posthum erinnert. Der Song stammt von Eberhard Kranemann, mit dem Plank seit Mitte der 1960er Jahre befreundet war. Kranemann hat auf diese Weise nach dem Tod seines Freundes Abschied von ihm genommen. Es ist ein „tribute to conny plank“. Deren Aufnahmeleiter war Klaus Dinger, ein Freund und Musikerkollege Kranemanns, dem Plank bereits als Mitglied von Kraftwerk, La Düsseldorf und Neu! begegnet war. Conny Plank verstand sich als „Medium, das zwischen den Musikern, den Klängen und dem Tonband vermittelt“, seine Offenheit und Neugier schufen „weitflächig atmende Sounds“. Er sorgte für die Herstellung eigenständiger, bisher ungehörter Sounds und war stets aufgeschlossen für innovative Kombinationen. Plank gilt als Pionier des deutschen Krautrock und Electronic Rock. Er war einer der wichtigsten Produzenten der Dekade. Plank hatte sich insbesondere einen Namen gemacht als Produzent von Progressive Rock, psychedelischem Rock und Folk, Elektronik und Avantgarde. Neben Krautrock war Plank als Produzent in den 1970ern auch für eine Reihe von Folk-Alben verantwortlich, u. a. von Zupfgeigenhansel (LP Volkslieder 2; Januar 1977).
Wenn ihm eine Band bzw. deren Musik gefiel, produzierte er sie. Dabei übernahm er auch, eher ungewöhnlich, das unternehmerische Risiko, indem er auf eigene Kosten produzierte. Diese Studiopolitik brachte vielen unbekannten Bands, die von Plattenfirmen abgelehnt oder erst gar nicht wahrgenommen wurden, Erfolg. So ermöglichte er den Musikern, sogenannte Bandübernahmeverträge mit Plattenfirmen abzuschließen, und half vielen Gruppen, Verhandlungen mit den Major-Labels zu führen und so den „Fußangeln“ in den Verträgen zu entgehen. Sein Vorgehen brachte oft bessere Verhandlungspositionen für die Musiker und sicherte vor allem deren künstlerische Freiheit. Die Plattenfirmen konnten so weder in künstlerische noch in produktionstechnische Prozesse eingreifen. Die damalige Vorgehensweise der Artists-and-Repertoire-Abteilungen verhinderte gerade in dieser Zeit vielfach Neuerungen abseits des Mainstreams und hinterließ frustrierte Musiker, nichtbeendete Produktionen oder Produktionen, die einfach in den Archiven der Plattenfirmen verschwanden. Anders als andere Produzenten beschränkte sich Plank zudem trotz der teilweise erheblichen Vorarbeit für und an einigen Alben auf maßvolle Beteiligungen an den Verkaufserfolgen der Produktionen. Den ideellen Wert seines kommerziellen Erfolges in Form von zahlreichen Gold- und Platinschallplatten dokumentierte er ironisch mit einer Ausstellung seiner Auszeichnungen auf seiner Gästetoilette.

## Würdigung
- Der Dokumentarfilm von Reto Caduff und Stephan Plank (Sohn von Conny Plank) Conny Plank – The Potential of Noise[16] wurde am 21. September 2017 im Eiszeit-Kino in Berlin erstmals öffentlich gezeigt. 2018 wurde der Film mit dem Musikpreis des Deutschen Dokumentarfilmpreises ausgezeichnet.[17] Am 3. Mai 2019 wurde er beim Fernsehsender ARTE unter dem Titel Conny Plank – Mein Vater der Klangvisionär ausgestrahlt.
- In Würdigung Conny Planks erschien bei Grönland Records im Februar 2013 die 4-CD-Album-Box Who’s That Man / A Tribute To Conny Plank mit einem Querschnitt durch sein Gesamtwerk und einer Liveaufnahme aus dem Jahre 1986.
- Spiegel Online veröffentlichte im Januar 2013 unter dem Titel Musikpionier Conny Plank: Pop aus der Fabrikhalle einen ausführlichen Artikel über Werk und Wirken Conny Planks mit vielen Fotos aus seiner Karriere.[18]
- Am 25. Todestag sendete Radio Jena im Dezember 2012 unter dem Titel Der Mann mit dem magischen Sound eine vierstündige Sondersendung über Conny Plank mit vielen Musikbeispielen und Interviews mit Weggefährten.
- Am 3. Mai 2025 widmete der WDR eine Folge der Serie von Zeitzeichen dem Leben von Conny Plank.[19]

## Aufnahmen (Auswahl)
1969
- The Living Music (Alexander von Schlippenbach)
- Tone Float (Organisation)

1970
- Just A Poke (Sweet Smoke)
- Klopfzeichen (Kluster)
- Kraftwerk (Kraftwerk)

1971
- Ash Ra Tempel (Ash Ra Tempel)
- Kluster Zwei Osterei (Kluster)
- Eloy (Eloy)
- Cluster (Cluster)
- Kraftwerk 2 (Kraftwerk)
- Legend (Parzival)

1972
- Neu! (Neu!)
- Mournin' (Night Sun)
- Cluster II (Cluster)
- Lonesome Crow (Scorpions)
- Känguru (Guru Guru)
- Echo (A. R. & Machines)
- Souls Married To The Wind (Parzival)
- BaRock (Parzival)

1973
- Guru Guru (Guru Guru)
- Neu! 2 (Neu!)
- Ralf und Florian (Kraftwerk)

1974
- Autobahn (Kraftwerk)
- Zuckerzeit (Cluster)
- Andy Nogger (Kraan)
- Mumien (Floh de Cologne)

1975
- Neu! ’75 (Neu!)
- Deluxe (Harmonia)
- Hoelderlin (Hoelderlin)
- Let It Out (Kraan)
- Bröselmaschine (Bröselmaschine)
- Mani und Seine Freunde (Guru Guru)
- TILT (Floh de Cologne)

1976
- Sowiesoso (Cluster)
- Clowns & Clouds (Hoelderlin)
- La Düsseldorf (La Düsseldorf)

1977
- Before and after Science (Brian Eno)
- Cluster & Eno (Cluster & Brian Eno)
- Flammende Herzen (Michael Rother)
- Rockpommel’s Land (Grobschnitt)
- Hannes Wader singt Arbeiterlieder (Hannes Wader)

1978
- After the Heat (Eno, Moebius, Roedelius)
- Ambient 1: Music for Airports (Brian Eno)
- Question: Are We Not Men? Answer: We Are Devo! (Devo)
- Out of Reach (Can)
- Sterntaler (Michael Rother)
- Systems of Romance (Ultravox)
- Prima Freiheit - live Junges Forum Ruhrfestspiele (Floh de Cologne)

1979
- Katzenmusik (Michael Rother)
- Selbstportrait (Hans-Joachim Roedelius)

1980
- Die Kleinen und die Bösen (DAF)
- Rheingold inkl. Single Dreiklangs-Dimensionen (Rheingold)
- Vienna (Ultravox)
- Luminous Basement (The Tourists)

1981
- Alles Ist Gut (Deutsch Amerikanische Freundschaft)
- Gold und Liebe (Deutsch Amerikanische Freundschaft)
- In the Garden (Eurythmics)
- Rage in Eden (Ultravox)
- Der Ernst des Lebens (Ideal)
- Edelweiß (Joachim Witt)

1982
- Revelations (Killing Joke)
- Latin Lover (Gianna Nannini)
- Für Immer (Deutsch Amerikanische Freundschaft)
- Faaterland (Floh de Cologne)

1983
- Zero Set (Moebius, Plank und Neumeier)
- Schlagende Wetter (Kowalski)
- Whodini (Whodini)
- Doot Doot (Freur)

1984
- Der Osten ist Rot (Holger Czukay)
- Begegnungen (Eno Moebius Roedelius Plank)
- Rita Mitsouko (Les Rita Mitsouko)
- The Collection (Ultravox)
- Puzzle (Gianna Nannini)
- Should Have Been Greatest Hits (The Tourists)

1985
- Humpe • Humpe (Humpe & Humpe)
- Revenge (Eurythmics)
- Begegnungen II (Eno Moebius Roedelius Plank)
- Tutto Live (Gianna Nannini)
- Old Land (Cluster und Brian Eno)
- Dein ist mein ganzes Herz (Heinz Rudolf Kunze)

1986
- U-Vox (Ultravox)
- Profumo (Gianna Nannini)

1987
- Rome Remains Rome (Holger Czukay)
- Mein Schatz (Heiner Pudelko)

Posthum
- 1990: The Traveller (Mickie D's Unicorn / Michael Duwe)
- 1995: Neu! 4 (Neu!/Klaus Dinger)
- 2010: Neu! '86 (Neu!/Michael Rother)
- 2024: Ridin' Home (Mickie D's Unicorn / Michael Duwe)